# Serie Radeon 400
La serie Radeon 400 es una serie de procesadores gráficos desarrollados por AMD. Estas tarjetas fueron las primeras en presentar las GPU Polari, utilizando el nuevo proceso de fabricación FinFET de 14 nm, desarrollado por Samsung Electronics y con licencia para GlobalFoundries. La familia Polaris inicialmente incluía dos nuevos chips en la familia Graphics Core Next (GCN) (Polaris 11 y Polaris 12). Polaris implementa la cuarta generación del conjunto de instrucciones Graphics Core Next y comparte puntos en común con las microarquitecturas GCN anteriores.

## Denominación
El prefijo RX se usa para tarjetas que ofrecen más de 1,5 teraflops de rendimiento y 80 GB/s de rendimiento de memoria (con compresión de memoria) y alcanzan al menos 60 FPS a 1080p en juegos populares como Dota 2 y League of Legends. De lo contrario, se omitirá. Al igual que las generaciones anteriores, el primer numeral en el número se refiere a la generación (4 en este caso) y el segundo numeral en el número se refiere al nivel de la tarjeta, de los cuales hay seis. El nivel 4, el nivel más débil de la serie 400, carecerá del prefijo RX y contará con un bus de memoria de 64 bits. Los niveles 5 y 6 tendrán tarjetas con prefijo RX y sin prefijo RX, lo que indica que, si bien ambas contarán con un bus de memoria de 128 bits y estarán destinadas a juegos de 1080p, la última se quedará corta en 1,5 teraflops de rendimiento. Los niveles 7 y 8 tendrán cada uno un bus de memoria de 256 bits y se comercializarán como tarjetas de 1440p. El nivel más alto, el nivel 9, contará con un bus de memoria de más de 256 bits y estará destinado a juegos 4K . Finalmente, el tercer numeral indicará si la tarjeta está en su primera o segunda revisión con un 0 o un 5, respectivamente. Así, por ejemplo, la RX 460 indica que tiene al menos 1,5 teraflops de rendimiento, 100 GB/s de rendimiento de memoria, tiene un bus de memoria de 128 bits y podrá alcanzar 60 FPS en los juegos mencionados anteriormente a 1080p.

### OpenCL (API)
OpenCL permite el uso de GPU para computación numérica altamente paralela acelera muchos paquetes de software científico contra CPU hasta un factor de 10 o 100 y más. OpenCL 1.0 a 1.2 son compatibles con todos los chips con arquitecturas Terascale o GCN. OpenCL 2.0 es compatible con GCN de 2.ª generación. o más alto. Cualquier tarjeta compatible con OpenCL 2.0 puede obtener compatibilidad con OpenCL 2.1 y 2.2 con solo una actualización del controlador. 

### Vulkan (API)
API Vulkan 1.0 es compatible con todas las tarjetas de arquitectura GCN. Vulkan 1.2 requiere GCN de 2.ª generación o superior con los controladores Adrenalin 20.1 y Linux Mesa 20.0 y posteriores.

## Nuevas características
Esta serie se basa en la arquitectura GCN de cuarta generación. Incluye nuevos programadores de hardware, un nuevo acelerador de descarte primitivo, un nuevo controlador de pantalla, y un UVD actualizado que puede decodificar HEVC a resoluciones 4K a 60 cuadros por segundo con 10 bits por canal de color. El 8 de diciembre de 2016, AMD lanzó los controladores Crimson ReLive (versión 16.12.1), que hacen que las GCN-GPU admitan la aceleración de decodificación VP9 de hasta 4K a 60 Hz y hermanada con soporte para Dolby Vision y HDR10.

## Chips

### Polaris
Polaris 10 cuenta con 2304 procesadores de flujo en 36 unidades de cómputo (CU), y admite hasta 8 GB de memoria GDDR5 en una interfaz de memoria de 256 bits. La GPU reemplaza el segmento Tonga de rango medio de la línea Radeon M300. Según AMD, su principal objetivo con el diseño de Polaris era la eficiencia energética: Polaris 10 se planeó inicialmente para ser un chip de rango medio, que se presentaría en el RX 480, con un TDP de alrededor de 110-135 W en comparación con el TDP de 190 W de su predecesor R9 380. A pesar de esto, se anticipa que el chip Polaris 10 ejecutará los últimos juegos DirectX 12 "a una resolución de 1440p con 60 cuadros por segundo estables".
Polaris 11, por otro lado, sucederá a la GPU "Curacao" que alimenta varias tarjetas de rango bajo a medio. Cuenta con 1024 procesadores de flujo en 16 CU, junto con hasta 4 GB de memoria GDDR5 en una interfaz de memoria de 128 bits. Polaris 11 tiene un TDP de 75 W.

## Reseñas
Muchos revisores elogiaron el rendimiento de la RX 480 de 8 GB cuando se evaluó a la luz de su precio de lanzamiento de $239. The Tech Report indicó que la RX 480 es la tarjeta más rápida para el segmento de $200 en el momento de su lanzamiento. HardOCP otorgó a esta tarjeta un premio Editor's Choice Silver. PC Perspective le otorgó el PC Perspective Gold Award.

### Infracciones del límite de potencia PCI Express de la tarjeta de referencia RX480
Algunos revisores descubrieron que AMD Radeon RX 480 viola las especificaciones de consumo de energía de PCI Express, lo que permite extraer un máximo de 75 W (66 W 12 V) de la ranura PCI Express de la placa base. Chris Angelini de Tom's Hardware notó que en una prueba de esfuerzo puede consumir un promedio de 90 W de la tragamonedas y 86 W en una carga de juego típica. El uso máximo puede ser de hasta 162 W y 300 W en total con la fuente de alimentación en una carga de juegos. TechPowerUp corroboró estos resultados al señalar que también puede consumir hasta 166 W de la fuente de alimentación, más allá del límite de 75 W para un conector de alimentación PCI Express de 6 pines. Ryan Shrout de PC Perspective hizo una prueba de seguimiento después de otros informes y descubrió que su muestra de revisión toma 80-84 W de la placa base a la velocidad estándar, y que los pines de suministro de energía de 12 V de las otras ranuras PCI Express estaban suministrando solo 11.5 V durante la carga en su placa base Asus ROG Rampage V Extreme. No le preocupaba la caída de voltaje debido a la tolerancia de voltaje del 8 % de la especificación, pero sí notó posibles problemas en sistemas en los que varias tarjetas RX 480 overclockeadas se ejecutan en Quad CrossFire, o en placas base que no están diseñadas para soportar altas corrientes, como presupuesto y modelos más antiguos.
AMD ha lanzado un controlador que reprograma el módulo regulador de voltaje para consumir menos energía de la placa base, lo que permite que el consumo de energía de la placa base pase la especificación PCI Express. Si bien esto empeora el excedente en el conector de alimentación de 6 pines, esa violación no es una gran preocupación porque estos conectores tienen un mayor margen de seguridad en su clasificación de potencia. La cantidad de energía extraída del conector depende de un "modo de compatibilidad" recientemente introducido en el controlador. Cuando está activado, el modo de compatibilidad reduce el consumo total de energía de la tarjeta, lo que permite que ambas fuentes de energía funcionen más cerca de sus valores nominales. El modo estándar produce un rendimiento esencialmente sin cambios, mientras que el modo de compatibilidad da como resultado caídas de rendimiento dentro del error de los puntos de referencia. Algunas tarjetas RX 480 diseñadas por socios de AMD incluyen un conector de alimentación de 8 pines que puede proporcionar más energía que el diseño original.